# Kızıltepe

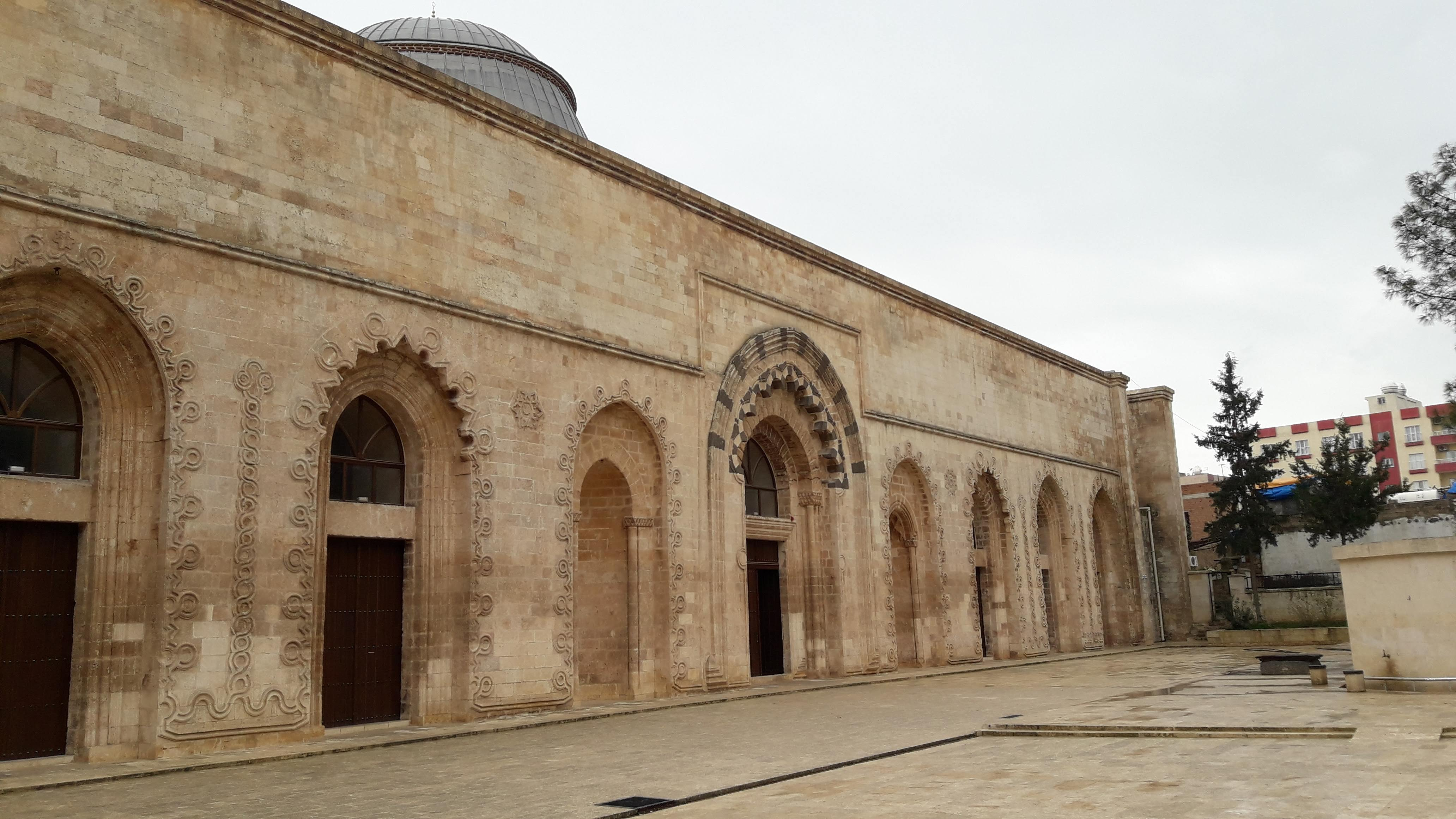
Die Koçhisar Moschee in Kızıltepe

Kızıltepe (deutsch Roter Hügel; kurdisch: قوجحصار Qoçhisar oder قۆسەر Qoser, arabisch دُنَيصَر, DMG dunaīṣar oder تل أرمن, DMG tal ʾārmin ‚Hügel der Armenier‘) ist eine Stadtgemeinde (Belediye) im gleichnamigen Ilçe (Landkreis) der Provinz Mardin in der türkischen Region Südostanatolien und gleichzeitig ein Stadtbezirk der 2012 gebildeten Büyükşehir belediyesi Mardin (Großstadtgemeinde/Metropolprovinz). Seit der Gebietsreform ab 2013 ist die Gemeinde flächen- und einwohnermäßig identisch mit dem Landkreis. Die in einem älteren Stadtlogo vorhandene Jahreszahl (1937) dürfte auf das Jahr der Ernennung zur Stadtgemeinde (Belediye) hinweisen.

## Geografie
Kızıltepe liegt im Südwesten der Provinz und grenzt im Süden an Syrien und im Westen an die Provinz Şanlıurfa, im Nordwesten sind Derik, im Norden Mazıdağı und im Osten Artuklu die Nachbarn.
Kızıltepe wird von der Straße D 400 (Muğla–Şanlıurfa-Şırnak-Hakkâri) tangiert, hier beginnt auch die D 950 nach Artvin (568 km).
Zwar hat der Kreis/Stadtbezirk die meisten Einwohner in der Provinz/Büyükşehir, erreicht aber in der Bevölkerungsdichte nicht den Provinzwert (990:993 Einw. je km²).

## Verwaltung
Der Landkreis entstand 1929 unter dem alten Namen Koçhisar, westlichen Chronisten nannten ihn „Kosar“. 1931 wurden Ort und Kreis in Kızıltepe umbenannt.

(Bis) Ende 2012 bestand der Landkreis neben der Kreisstadt aus den vier Stadtgemeinden (Belediye) Dikmen, Gökçe, Şenyurt und Yüceli sowie 159 (!) Dörfern (Köy) in zwei Bucaks, die während der Verwaltungsreform 2013/2014 in Mahalle (Stadtviertel/Ortsteile) überführt wurden. Die zehn bestehenden Mahalle der Kreisstadt blieben erhalten, während die elf Mahalle der o. g. anderen Belediye vereint und zu je einem Mahalle verschmolzen wurden. Durch Herabstufung dieser Belediye und der Dörfer zu Mahalle stieg deren Zahl auf 179 an. Ihnen steht ein Muhtar als oberster Beamter vor.
Ende 2020 lebten durchschnittlich 1.429 Menschen in jedem dieser (nun) 183 Mahalle, die bevölkerungsreichsten waren:
- Yenikent Mah. (19.627)
- Tepebaşı Mah. (17.929)
- İpek Mah. (15.635)
- Cumhuriyet Mah. (15.230)
- Yeni Mah. (12.875)
- Bahçelievler Mah. (12.669)
- Koçhisar Mah. (11.707)
- Atatürk Mah. (11.353)
- Fırat Mah. (11.331)
- Mezopotamya Mah. (10.502)
- Ersoylu Mah. (9.833)

Im bevölkerungsärmsten Tuzla Mah. wohnten gerade einmal 28 Menschen.